# Княже озеро (заказник)
Кня́же о́зеро — гідрологічний  заказник місцевого значення в Україні. Розташований на правому березі річки Горинь, між селами Крупець та Колом'є Крупецької сільської громади Шепетівського району Хмельницької області, в межах природної зони Мале Полісся.
Площа — 75,8 га. Створений рішенням 22 сесії Хмельницької обласної ради від 21 березня 2002 року № 11.

## Флора
Озеро на краях заросло очеретом, болотною папороттю-теліптерісом. Основні площі навколо озера займає добре збережений папоротевий вільшняк. На підвищеннях в ньому домінує безщитник жіночий. Флористичне ядро тут утворюють супутники вільхи: осоки несправжньосмикавцева і видовжена, вовконіг болотний, чистець болотний та інші види. У вільшняку зростають: паслін солодко-гіркий, болиголов плямистий. Великі ділянки навколо озера займають лікарські рослини: м'ята, дягель лікарський, розхідник золотарний, аїр, а на підвищеннях — чебрець, валеріана лікарська. У важкодоступних місцях виявлено по декілька особин дуже цінних рідкісних рослин — герань Робертова, живокість Бессера, буквиця лікарська, кукіль рідкісних видів, занесених до «Червоної Книги України» та «Червоної Книги Хмельницької області». На затінених, дуже вологих берегах ставка, по окраїнах торф'яного болота зростають баранець звичайний та лікоподієлла заплавна, плауни, занесені до «Червоної Книги України». Ці реліктові види є дуже рідкісними в Україні, зокрема, на Малому Поліссі.
На низовому болоті домінують очерет звичайний і рогіз широколистий. На невеликих ділянках з ними співдомінує рогіз вузьколистий, який зустрічається досить рідко.
На заболочених луках переважають щучник дернистий та дрібні осоки. На цих луках зростають лучно-болотяні орхідеї — пальчатокорінники травневий та м'ясочервоний, коручка болотяна, билинець найзапашніший, занесені до «Червоної Книги України». На підвищенні зростає низка рідкісних видів: тризубець болотяний, валеріана висока, гадючник в'язовистий. Лише на одному невеличкому озері, площею близько 100 м², виявлена популяція плавуна щитоподібного.

## Фауна
Заболочені луки є притулком водно-болотних птахів. Поряд з великою кількістю малих пташок, в болоті полюють лелеки та сірі чаплі. На берегах боліт мешкає черепаха болотяна, а в прилеглій до озера смузі торф'яного болота є ряд поселень бобрів.

## Охорона
З метою збереження природних екотопів та відновлення рослинного світу даного ареалу, з 2002 року охороняється весь комплекс — озеро, заплавні луки, прилегла до нього смуга торф'яного болота, улоговина біля річки Горинь.